# ذرو (إب)
ذرو هي إحدى قرى الجمهورية اليمنية. تتبع جغرافيا لمحافظة إب وإداريًا لمديرية الرضمة. يبلغ تعداد سكانها 946 نسمة حسب الإحصاء الذي أجري عام 2004.